# Claribulla longula
Claribulla longula är en plattmaskart. Claribulla longula ingår i släktet Claribulla och familjen Cryptogonimidae. Inga underarter finns listade i Catalogue of Life.